# Westfield Challenge
De Westfield Cup is een amateur raceklasse in Nederland. Het is de Nederlandse variant op de Westfield Race Challenge uit Engeland. De auto's waar hiermee gereden wordt hebben een eigen klasse, maar mogen ook ingezet worden in de Colin Chapman Serie. De klasse bestaat sinds 2008. 

## De auto
Alle deelnemers rijden in een Westfield Seven Cup, een variant op de Lotus Seven uit 1953. De auto heeft 175pk en weegt slechts 570kg, achterwielaandrijving en rondetijden ruim onder 2 minuten op Circuit Zandvoort. Op de baan wordt voor elke centimeter gevochten, maar naast de baan heerst een gemoedelijke sfeer. Dit alles heeft  een prijskaartje, tweedehands Westfields Cup auto's zijn al te koop rond de € 12.000,- een nieuwe auto kost al gauw € 23.000,-. Met een budget tussen de € 5.000,- en  € 10.000,- kan er vooraan meegestreden worden, als je ook de juiste stuurmanskunsten bezit en zelf in het onderhoud kan voorzien. Je kunt alleen of als equipe in de Westfield Cup strijden.   
Het maakt niet uit welke gastrijder met de Westfield racet, na een dag gummen komen ze allemaal met een grote grijns uit de auto. Jan Lammers, Donny Crevels, Melroy  Heemskerk en Frans Vörös gingen stapte al in en de enthousiaste reactie van Lammers zegt genoeg: “Deze auto is zo ontzettend leuk om mee te rijden, ik heb er van genoten!” 
De Westfield Rijdersvereniging, in samenwerking met  het DNRT organiseert deze merkencup. Bij de Westfield Cup beslissen de rijders wat er binnen de cup  gebeurt. 